# Punta del Este
Punta del Este je gradić u Urugvaju na obali Atlantskog oceana. Nalazi se u departmanu Maldonado, otprilike 140 km istočno od Montevidea.
Poznato je luksuzno ljetovalište u kome dominiraju hoteli, vile i privatni apartmani u ambijentu parkova. Punta del Este se nalazi na poluotoku i posjeduje 40 kilometara pješčanih plaža. S jedne strane poluotok je okrenuto otvorenom oceanu (plaža Brava), a s druge rijeka La Plata (plaža Mansa). U mjestu živi 10.506 stanovnika (podatak iz 2004.), dok se njihov broj u ljetnoj sezoni (sredina prosinca do sredine ožujka) udesetostručava. Godišnje Puntu del Este posjeti 600 do 700.000 turista, najviše iz Argentine, a manje iz Urugvaja, južnog Brazila, drugih zemalja Amerike i Europe.
Naselje je osnovao don Francisco Agilar 1829. godine pod imenom Villa Ituzaingo (Villa Ituzaingo). Od 1907. naziv mu je Punta del Este.
Poznata atrakcija Punta del Este je skulptura "Prsti" (Los dedos), široka pet i visoka 3 metra, koja je postavljena na jednoj od plaža.
- "Los Dedos"
- Hotel "Conrad"
- Casapueblo
- Iglesia de la Candelaria

## Vanjske poveznice
- Fotogalerija prezentacija